# 四国学院大学硬式野球部
四国学院大学硬式野球部（しこくがくいんだいがくこうしきやきゅうぶ）は、四国地区大学野球連盟に所属する大学野球チーム。四国学院大学の学生によって構成されている。

## 歴史
- 1984年　創部
- 1985年　春季リーグ戦で入替戦に勝利し1部昇格。
- 1995年　秋季リーグ戦で初優勝。
- 1999年　春季リーグ戦で優勝して全日本大学野球選手権大会に初出場。
- 2005年　全日本大学野球選手権大会で日大工学部を破り全国大会初勝利。

## 練習グラウンド
- 善通寺市与北町にある四国学院第2グラウンド（大学から2.5km程離れている）。

## 年度別成績
| 年   | 春季リーグ戦       | 大学選手権 | 秋季リーグ戦      | 明治神宮大会             | 備考             |
| ---- | ------------------ | ---------- | ----------------- | ------------------------ | ---------------- |
| 1985 | ---                | ---        | 5位               | ---                      | 春季1部昇格      |
| 1986 | 4位                | ---        | 3位               | ---                      |                  |
| 1987 | 2位                | ---        | 5位               | ---                      |                  |
| 1988 | 5位                | ---        | 6位               | ---                      |                  |
| 1989 | 5位                | ---        | 3位               | ---                      |                  |
| 1990 | 3位                | ---        | 3位               | ---                      |                  |
| 1991 | 3位                | ---        | 4位               | ---                      |                  |
| 1992 | 4位                | ---        | 4位               | ---                      |                  |
| 1993 | 5位                | ---        | 3位               | ---                      |                  |
| 1994 | 4位                | ---        | 3位               | ---                      |                  |
| 1995 | 6位                | ---        | 優勝              | 代表決定戦敗退           | リーグ戦初優勝   |
| 1996 | 3位（6勝5敗）      | ---        | 優勝（9勝3敗）    | 代表決定戦敗退           |                  |
| 1997 | 3位                | ---        | 4位（5勝6敗）     | ---                      |                  |
| 1998 | 4位（6勝5敗1分）   | ---        | 4位（6勝6敗）     | ---                      |                  |
| 1999 | 優勝（9勝2敗）     | 初戦敗退   | 優勝（9勝2敗1分） | 代表決定戦敗退           | 大学選手権初出場 |
| 2000 | 2位（8勝3敗）      | ---        | 優勝（9勝1敗1分） | 代表決定戦敗退           |                  |
| 2001 | 優勝（10勝2敗）    | 初戦敗退   | 優勝              | 代表決定戦敗退           |                  |
| 2002 | 優勝（10勝2敗）    | 初戦敗退   | 優勝（10勝1敗）   | 代表決定戦敗退           |                  |
| 2003 | 優勝（10勝2敗）    | 初戦敗退   | 4位（7勝4敗）     | ---                      |                  |
| 2004 | 2位（6勝4敗1分け） | ---        | 3位（6勝5敗）     | ---                      |                  |
| 2005 | 優勝（11勝5敗）    | 2回戦敗退  | 3位（7勝4敗）     | ---                      | 全国大会初勝利   |
| 2006 | 2位（7勝4敗）      | ---        | 4位（7勝5敗）     | ---                      |                  |
| 2007 | 優勝（8勝2敗）     | 初戦敗退   | 優勝（8勝3敗）    | 代表決定戦敗退（1勝1敗） |                  |
| 2008 | 4位（6勝5敗）      | ---        | 優勝（8勝2敗）    | 代表決定戦敗退（0勝2敗） |                  |
| 2009 | 2位（7勝6敗）      | ---        | 優勝（10勝3敗）   | 代表決定戦敗退（1勝1敗） |                  |
| 2010 | 優勝（10勝1敗）    | 初戦敗退   | 優勝（10勝2敗）   | 代表決定戦敗退（0勝2敗） |                  |
| 2011 | 優勝（10勝0敗）    | 初戦敗退   | 優勝（8勝3敗）    | 代表決定戦敗退（0勝1敗） |                  |
| 2012 | 優勝（10勝1敗）    | 初戦敗退   | 4位（5勝6敗）     | ---                      |                  |
| 2013 | 優勝（10勝2敗）    |            |                   |                          |                  |

## 記録
（2020年春季リーグ終了時）
- 全日本大学野球選手権大会：出場12回
- 明治神宮野球大会：出場0回
- 四国地区大学野球リーグ戦：優勝25回（春秋通算）

## 主な出身者
- 天野浩一 - 投手、高松東高
- 高野圭佑 - 投手、呉工業高
- 水上由伸 - 投手、帝京第三高
- 富田龍 - 投手、志度高

## 関係者
- 橋野純（元総監督）
- 畑俊二（元監督）
- 福富邦夫（元監督）
- 中尾明生（元監督）
- 小杉陽太（元投手コーチ、元横浜DeNAベイスターズ投手）